# Peridroma semifusca
Peridroma semifusca là một loài bướm đêm trong họ Noctuidae.